# Les Boys 3
 (septembre 2020).
Si vous disposez d'ouvrages ou d'articles de référence ou si vous connaissez des sites web de qualité traitant du thème abordé ici, merci de compléter l'article en donnant les références utiles à sa vérifiabilité et en les liant à la section « Notes et références ».
Série
Les Boys 2
(1998) Les Boys 4
(2005)
Pour plus de détails, voir Fiche technique et Distribution.
Les Boys 3 est une comédie sportive québécoise réalisée par Louis Saia et sortie en 2001.
La saga racontant l'histoire d'une équipe de hockey comprend aussi les films Les Boys (1997), Les Boys 2 (1998) et Les Boys 4 (2005), une télésérie Les Boys en cinq saisons (2007-2012) et enfin un autre film, Il était une fois les Boys (2013).

## Synopsis
Après une longue absence de trois ans en France, l'entraîneur Stan fait son retour tant attendu, suscitant l'enthousiasme de son équipe. Cependant, la joie des retrouvailles est menacée par l'arrivée d'un riche entrepreneur qui tente de séduire les Boys avec des offres alléchantes. Cette situation inattendue met à l'épreuve la loyauté des joueurs envers leur mentor et ami de longue date, Stan, et pourrait potentiellement ébranler les liens étroits qu'ils ont tissés au fil des années.

## Fiche technique
Sources : IMDb et Éléphant
- Titre original : Les Boys 3
- Réalisation : Louis Saia
- Scénario : René Brisebois, François Camirand et Louis Saia
- Musique : Jerry De Villiers Jr. et Mario Sévigny
- Conception artistique : André Guimond
- Costumes : Suzanne Harel
- Maquillage : Micheline Trépanier
- Coiffure : Réjean Goderre
- Photographie : Georges Archambault
- Son : Serge Beauchemin, Michel B. Bordeleau, Hans Peter Strobl, Bernard Gariépy Strobl
- Montage : Gaëtan Huot et Sylvain Lebel
- Production : Richard Goudreau
- Société de production : Melenny Productions
- Société de distribution : Christal Films
- Budget : 5 millions $ CA
- Pays de production :  Canada
- Tournage : Montréal et Laval (Colisée de Laval)
- Langue originale : français
- Format : couleur — 35 mm — 1,85:1 — DTS 5.1
- Genre : comédie
- Durée : 124 minutes
- Dates de sortie :
  - Canada : 
    - 30 novembre 2001 (sortie en salle au Québec)
    - 31 octobre 2002 (DVD)
    - 12 juin 2012 (Blu-ray)
- Classification :
  - Québec : Visa général[2]

## Distribution
- Marc Messier : Bob
- Rémy Girard : Stan
- Patrick Huard : Ti-Guy
- Serge Thériault : François
- Paul Houde : Fernand
- Luc Guérin : Marcel Bilodeau
- Yvan Ponton : Jean-Charles
- Roc LaFortune : Julien
- Michel Charette : Léopold
- Dominic Philie : Boisvert
- Patrick Labbé : Mario
- Éric Lapointe : Bruno
- Pierre Lebeau : Méo
- Alexis Martin : Philippe « Phil » Bédard
- France D'Amour : Nancy
- Geneviève Néron : Chantal Bédard, sœur de Philippe, Team Canada #26
- Michel Beaudry : Gabriel Comtois, associé de Philippe
- Marie-Chantal Perron : Sylvie
- Sylvie Potvin : Lisette
- Rosie Yale : Brigitte
- Rita Lafontaine : la mère de Ti-Guy
- Ayana O'Shun : Myriam, copine de François
- Norman Helms : Jean-Paul
- Janine Sutto : la vieille dame
- Kwasi Songui (en) : videur bar de Phil
- Jean-Yves Lemay : lui-même
- Kim St-Pierre : elle-même Team Canada #33
- France St-Louis : elle-même Team Canada #3
- Danielle Goyette : elle-même Team Canada #15
- Virginie Bilodeau : elle-même Team Canada #20
- Cathy Chartrand : elle-même Team Canada #21
- Gina Kingsbury : elle-même Team Canada #27
- Nancy Drolet (en) : elle-même Team Canada #18
- Isabelle Chartrand (en) : elle-même Team Canada #73
- Mai-Lan Lê : elle-même Team Canada #10
- Annie Desrosiers : elle-même Team Canada #19
- Marie-Claude Allard : elle-même Team Canada #11
- Caroline Ouellette : elle-même Team Canada #13
- Danièle Sauvageau :  elle-même, entraîneuse-cheffe Team Canada
- Ron Fournier : arbitre match bénéfice
- José Théodore : lui-même
- Yvon Pedneault : lui-même, journaliste sportif
- Pierre Houde : lui-même, commentateur sportif
- Ménick (Dominique Perazzino) : lui-même, le barbier des sportifs

## Bande originale
Contrairement aux deux albums précédents, Les Boys 3 ne contient pas que des chansons d'Éric Lapointe mais toutes les morceaux musicaux entendus dans le long métrage.

## Accueil

### Box-office
Le film a rapporté 6,1 millions $ (CAN) au box-office québécois[réf. nécessaire].